# Hyundai ix35
Hyundai ix35 (у Південній Кореї — Hyundai Tucson ix) — компактний кросовер корейської компанії Hyundai Motor Company.

## Перше покоління (2010-2017)

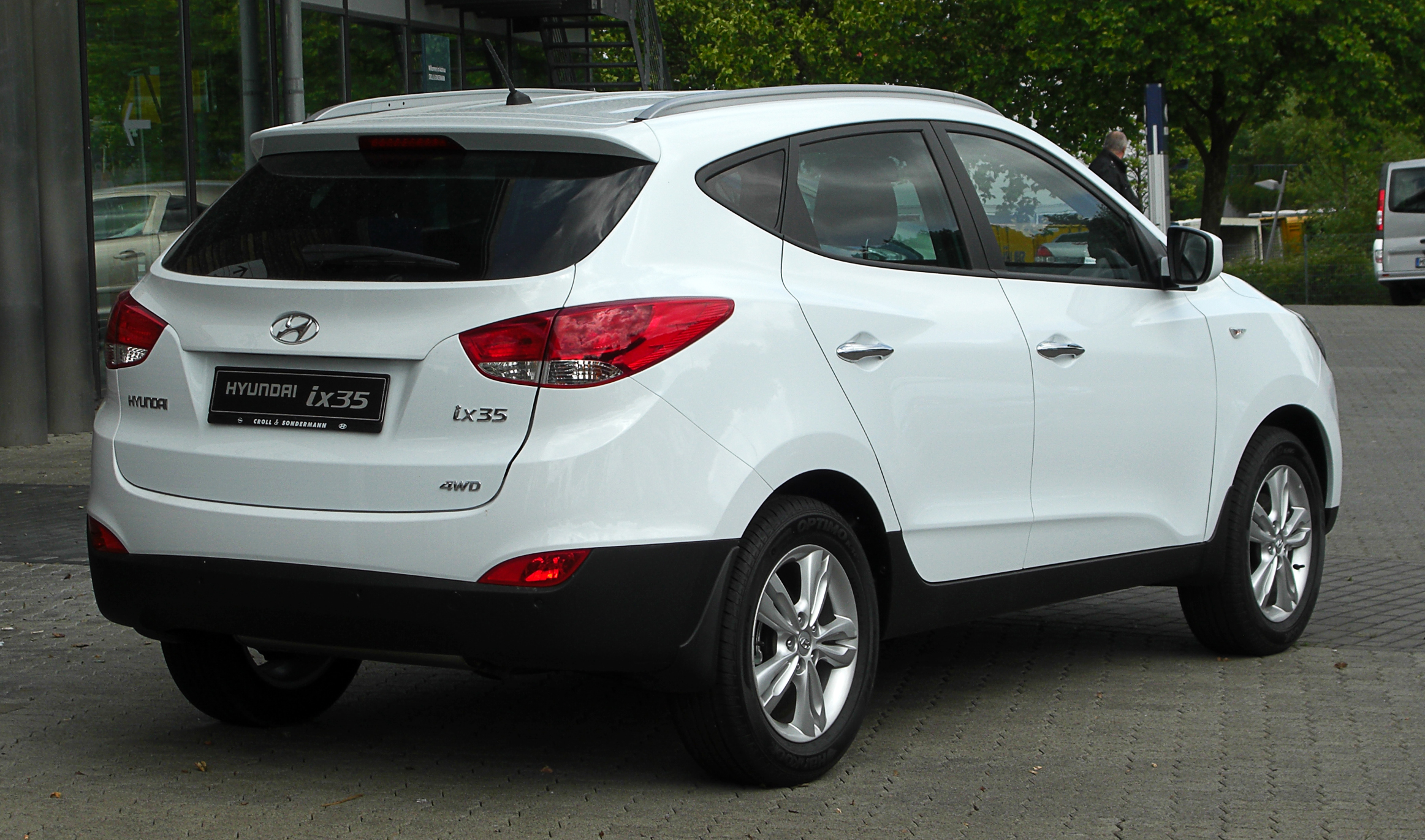
Hyundai ix35 (2010—2013)

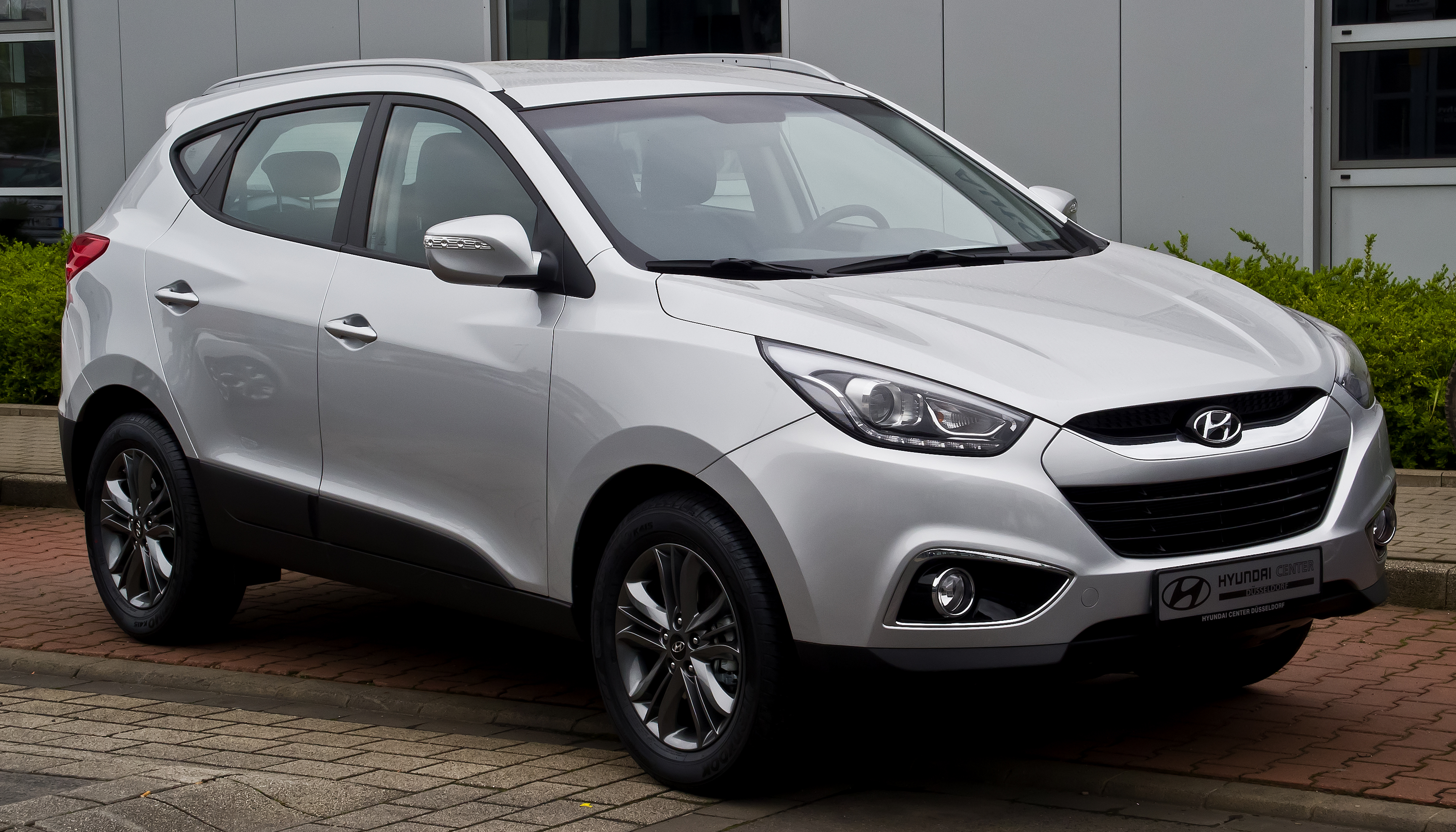
Hyundai Tucson ix35 (2013—2015)

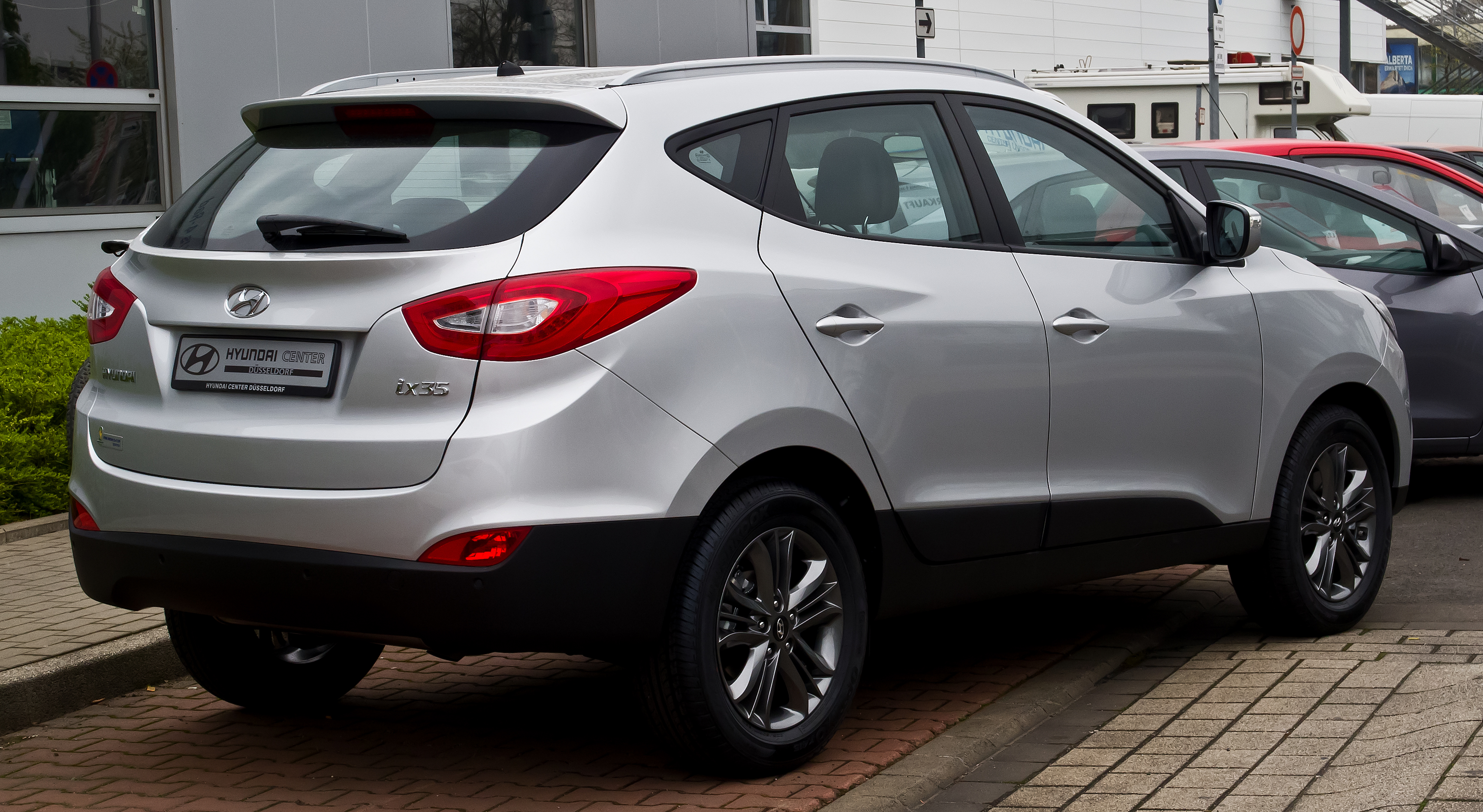
Hyundai Tucson ix35 (2013—2015)

Hyundai ix35 є наступником моделі Hyundai Tucson. Автомобіль був представлений на автомобільній виставці у Франкфурті 3 вересня 2009 року.
Автомобіль побудований на одній платформі з Kia Sportage третього покоління. З січня 2010 року автомобіль в Європі випускається заводом Kia Motors Slovakia, а з липня 2011 року — також заводом Hyundai в Ношовіцах (Чехія).
Американський Інститут Страхування і Дорожньої Безпеки IIHS (The Insurance Institute for Highway Safety) присвоїв Hyundai ix35 нагороду  'Top Safety Pick' .
Основними конкурентами Hyundai ix35 виступають: Nissan Qashqai, Skoda Yeti і Kia Sportage.
Салон Hyundai ix35 підкуповує функціональністю і витонченістю. Панель управління досить незвичайна, оскільки спідометр і тахометр втоплені у колодязях, як у спорткарів. На центральній консолі знаходиться великий 7-дюймовий сенсорний дисплей, який регулює роботу навігаційної системи. Чотирьохспицеве кермо розміщує на собі кнопки управління аудіосистемою і може регулюватися не тільки по куту нахилу, але і по вильоту. В цілому, елементи управління інтуїтивно зрозумілі і прості у використанні. Як матеріали обшивки салону використовуються високоякісні шкіра, тканина і дорогий пластик. Передні і задні сидіння досить комфортні, з просто величезною кількістю місця для голови, плечового пояса і ніг.
Об'єм багажного відсіку дорівнює 591 літрам з піднятими задніми сидіннями і 1436 літрів з опущеними.
Відмінною рисою екстер'єру Hyundai ix35 є безліч плавно перетікаючих ліній, що імітують струмені води. Завдяки такому дизайнерському рішенню, зовнішній вигляд автомобіля випромінює надійність і динамічність. Автомобіль оснащується новою шестигранною решіткою радіатора, більш агресивними контурами нижнього повітрозабірника і гострими витягнутими передніми фарами, що заходять на крила. Автомобіль сидить на 18-дюймових шинах. Габарити кросовера рівні: довжина — 4410 мм, ширина — 1820 мм, висота — 1660 мм, колісна база — 2640 мм.
У 2013 році модель модернізували, змінивши зовнішній вигляд.

### Двигуни
| Двигун            | Об'єм    | Циліндри | Потужність | Крутний момент (Версія з АКПП) | Коробка передач           |
| ----------------- | -------- | -------- | ---------- | ------------------------------ | ------------------------- |
| Бензинові двигуни |          |          |            |                                |                           |
| 1.6 Gamma GDi     | 1591 см3 | 4        | 140 к.с.   | 166 Нм                         | 6-ст. МКПП або 6-ст. АКПП |
| 2.0 Theta-II      | 1998 см3 | 4        | 166 к.с.   | 197 Нм                         | 5-ст. МКПП або 6-ст. АКПП |
| 2.0 Nu GDi        | 1999 см3 | 4        | 166 к.с.   | 205 Нм                         | ?                         |
| 2.4 Theta-II      | 2359 см3 | 4        | 178 к.с.   | 228 Нм                         | 5-ст. МКПП або 6-ст. АКПП |
| Дизельні двигуни  |          |          |            |                                |                           |
| 1.7 CRDi          | 1693 см3 | 4        | 115 к.с.   | 255 Нм                         | 6-ст. МКПП або 6-ст. АКПП |
| 2.0 CRDi          | 1995 см3 | 4        | 136 к.с.   | 320 Нм                         | 6-ст. МКПП або 6-ст. АКПП |
| 2.0 CRDi          | 1995 см3 | 4        | 184 к.с.   | 383 (392) Нм                   | 6-ст. МКПП або 6-ст. АКПП |

## Друге покоління (2017—2023)

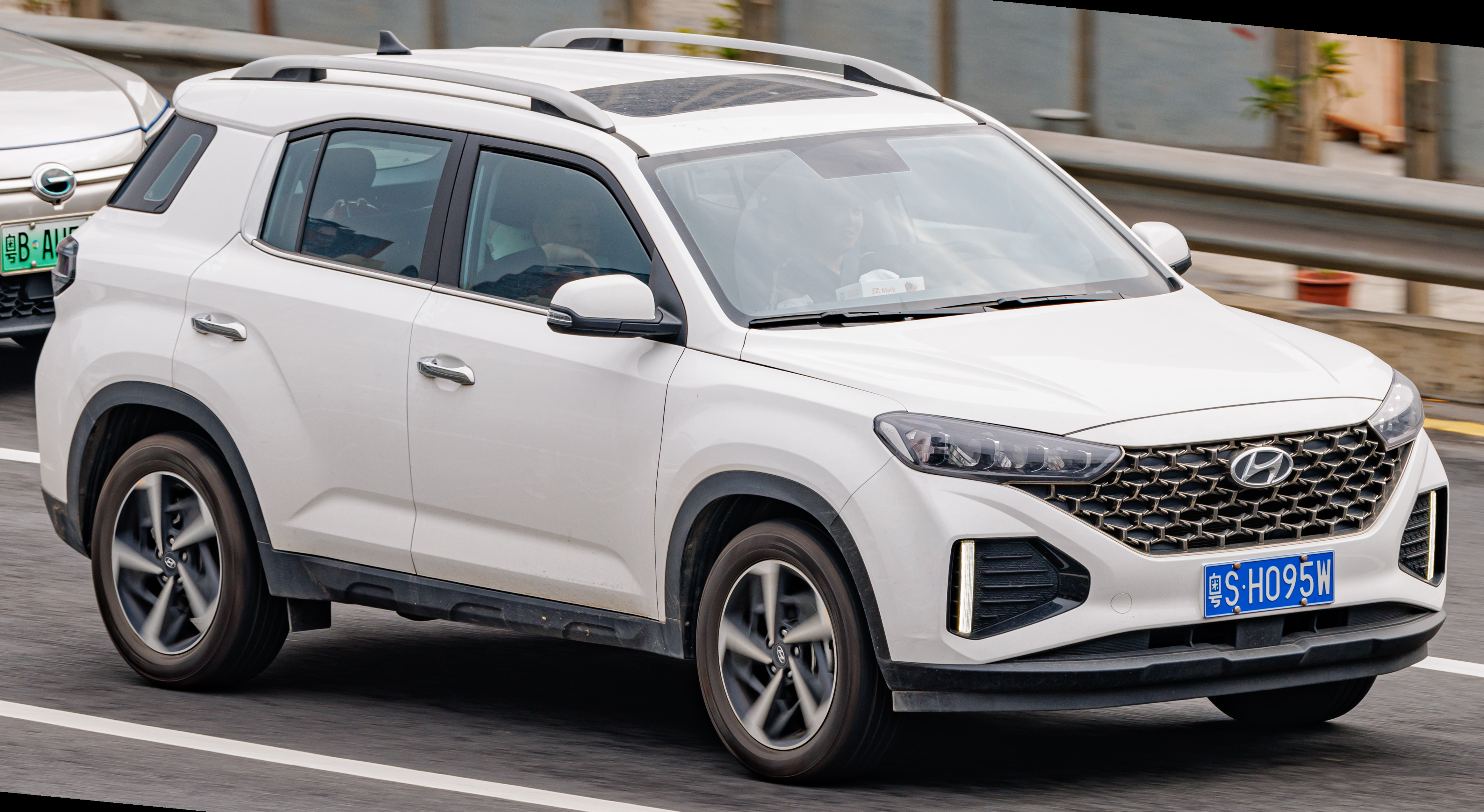
Hyundai ix35 II (Китай)

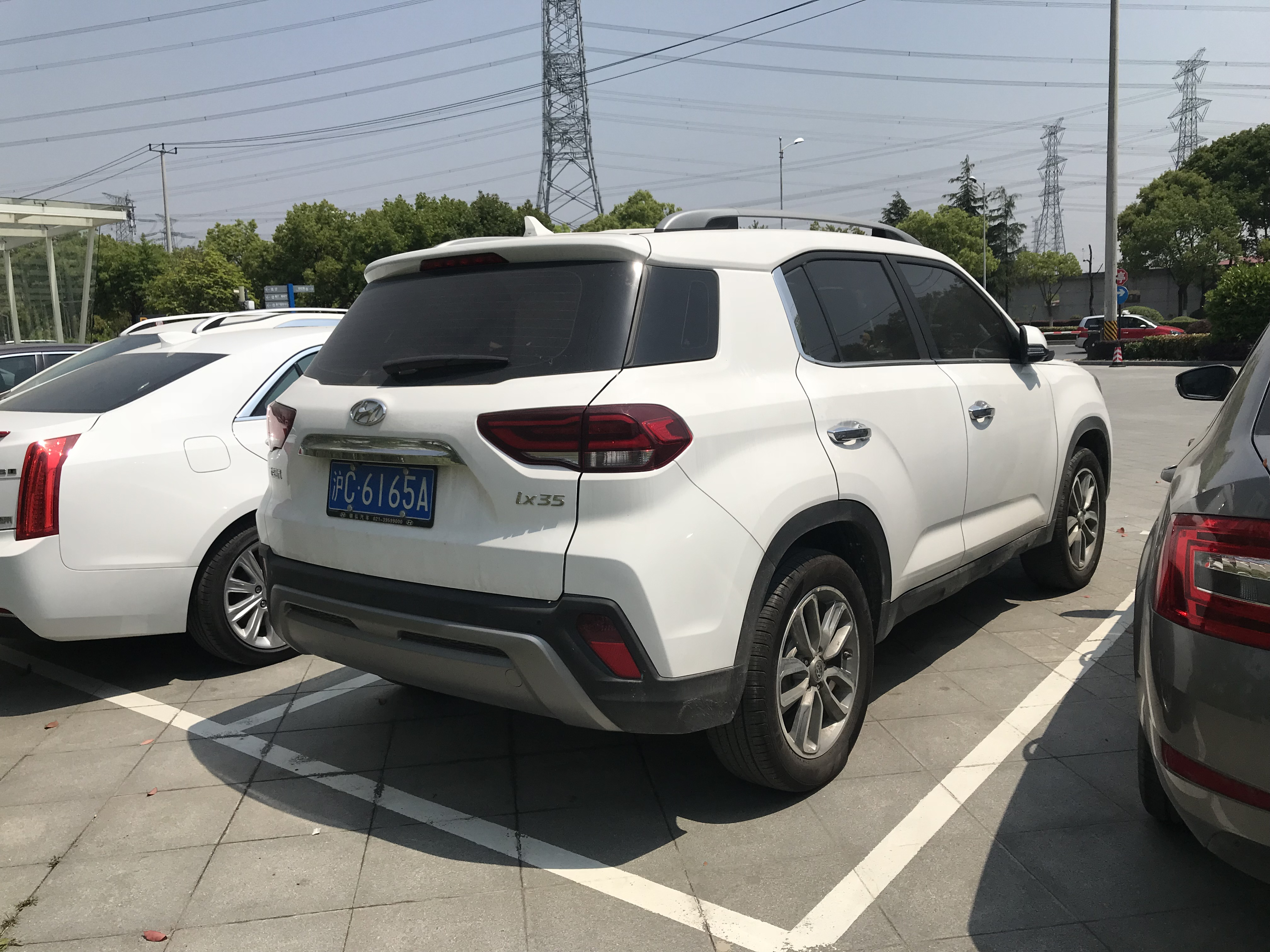
Hyundai ix35 II (Китай)

Hyundai ix35 третього покоління тепер називається Hyundai Tucson на всіх ринках. Світова прем'єра моделі відбудеться на Женевському автосалоні 3 березня 2015 року.
Для китайського ринку з 2017 року під маркою Hyundai ix35 пропонується зовсім інша модель, яка не продається на інших ринках. Автомобіль комплектується двигуном 2.0 л потужністю 160 к.с., 6-ст. МКПП або 6-ст. АКПП, переднім або повним приводом.

### Двигун
| Двигун            | Об'єм    | Циліндри | Потужність | Крутний момент (Версія з АКПП) | Коробка передач           |
| ----------------- | -------- | -------- | ---------- | ------------------------------ | ------------------------- |
| Бензинові двигуни |          |          |            |                                |                           |
| 2.0 Theta-II      | 1998 см3 | 4        | 160 к.с.   | 193 Нм                         | 6-ст. МКПП або 6-ст. АКПП |